# Mountain Rimu Timber Company
Die Mountain Rimu Timber Company Limited besaß und betrieb eine Waldeisenbahn mit Stahlschienen in Mamaku südlich der Kaimai Range bei Rotorua in der Bay of Plenty Region der Nordinsel von Neuseeland. Die Waldbahn mit einer Spurweite von 3½ Fuß (1067 mm) war von etwa 1898 bis mindestens 1935 in Betrieb.

## Geschichte
Die Mountain Rimu Timber Company wurde am 24. Januar 1898 gegründet, um die Sägewerke der Gebrüder Kusabs zu kaufen. Sie besaß 1600 Hektar (4000 Acres) bestes Buschland. Die Sägewerke und das Büro lagen etwa 3,5 mi (6 km) vom NZR-Bahnhof entfernt, mit denen sie durch die Waldbahn verbunden waren. Das Sägewerk wurde von einer 25 PS starken stationären Dampfmaschine angetrieben. Es gab eine komplette Säge- und Hobelanlage, die 3000 Festmeter Säge- und Schnittholz pro Tag verarbeiten konnte. Das Holz wurde im gesamten Auckland-Distrikt vermarktet, und ein Großteil wurde nach Australien exportiert. Eine große Menge geschnittenes Brennholz wurde in Rotorua verkauft.
Das neuseeländische Eisenbahnamt kam um 1924–26 zu dem Schluss, dass es vorteilhaft wäre, eigenes Schnittholz zu haben, und kaufte das Sägewerk. Acht bis zehn Jahre später, am 31. August 1934, wurde das staatliche Sägewerk jedoch geschlossen und seine Mitarbeiter entlassen. Der Grund dafür war, dass Holz auf dem freien Markt günstiger bezogen werden konnte als aus Mamaku. Der Vorstand der Eisenbahn hatte Ausschreibungen für Holz veröffentlicht und festgestellt, dass er es zu einem wesentlich niedrigeren Preis als in seinem eigenen Sägewerk in Mamaku erhalten konnte.
Zu diesem Zeitpunkt standen noch 8 Mio. Festmeter Holz im Busch. Es gab eine Waldbahn mit Stahlschienen direkt in den Busch und es gab Einrichtungen, die keine andere Mühle besaß. Das Werk befand sich in der Nähe der Eisenbahnlinie an der Spitze des Mamaku-Sporns, mit den einfachsten Transportbedingungen. Es gab zwei Dampfseilwinden zum Holzrücken, 2 mi (3 km) Drahtseil, zwei Lokomotiven, von denen eine erst vor kurzem dort in Betrieb genommen wurde, und sechsundzwanzig Hütten, aus denen Einnahmen in Höhe von 500 £ pro Jahr in Form von Mieten bezogen wurden. Dennoch wurde die Mühle geschlossen.

## Lokomotiven
- Achtachsige Dampflok von A. & G. Price, Typ D, Baujahr 1910, 1910–1916 bei der Mountain Rimu Timber Co. Mamaku
- Achtachsige Dampflok von A. & G. Price, Baujahr 1913, 0-4-4-4-4-0, 1913–1916 bei der Mountain Rimu Timber Co., Mamaku[5]

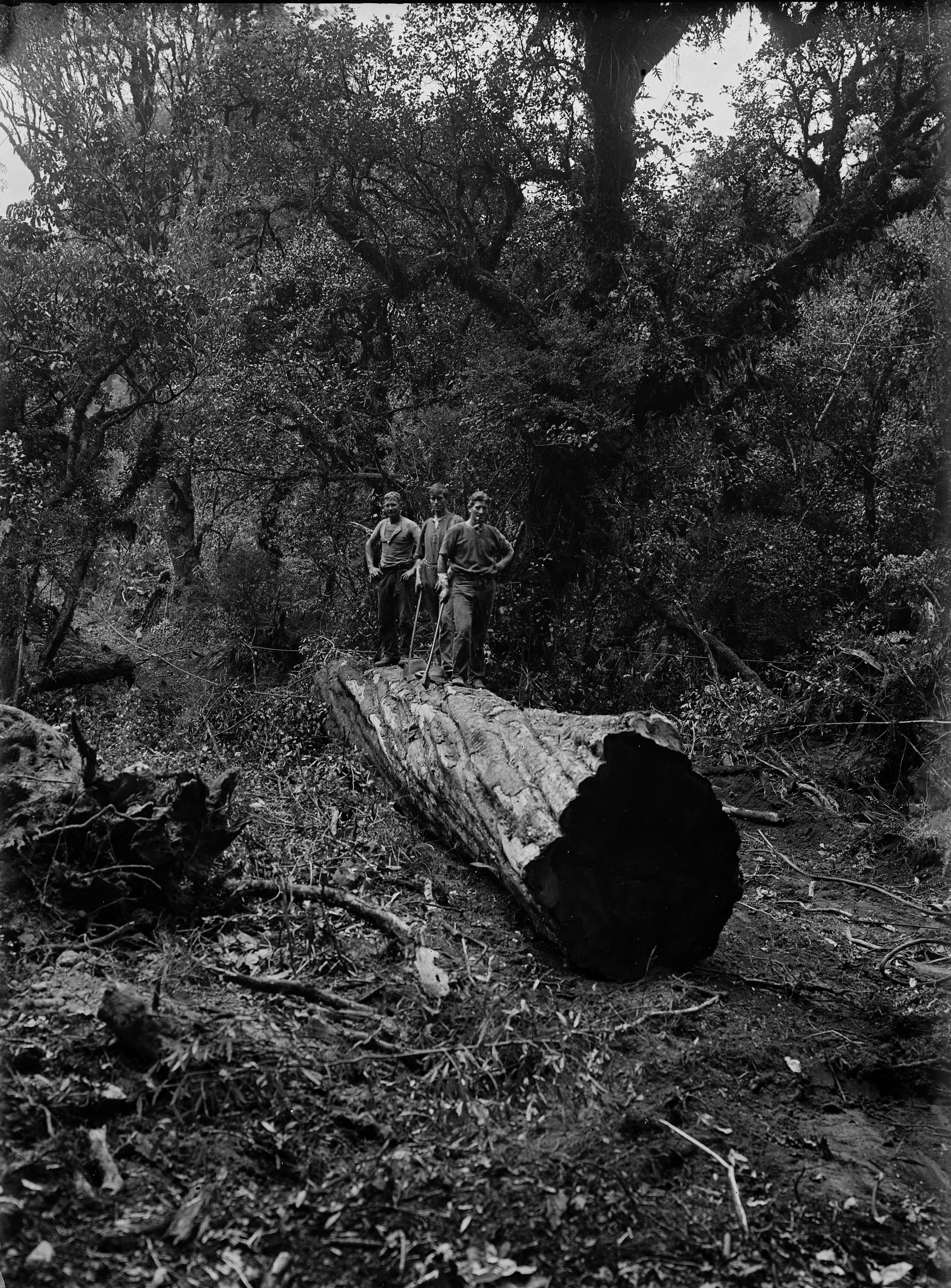
Holzarbeiter auf einem Baumstamm auf dem Grundstück der Mountain Rimu Timber Company
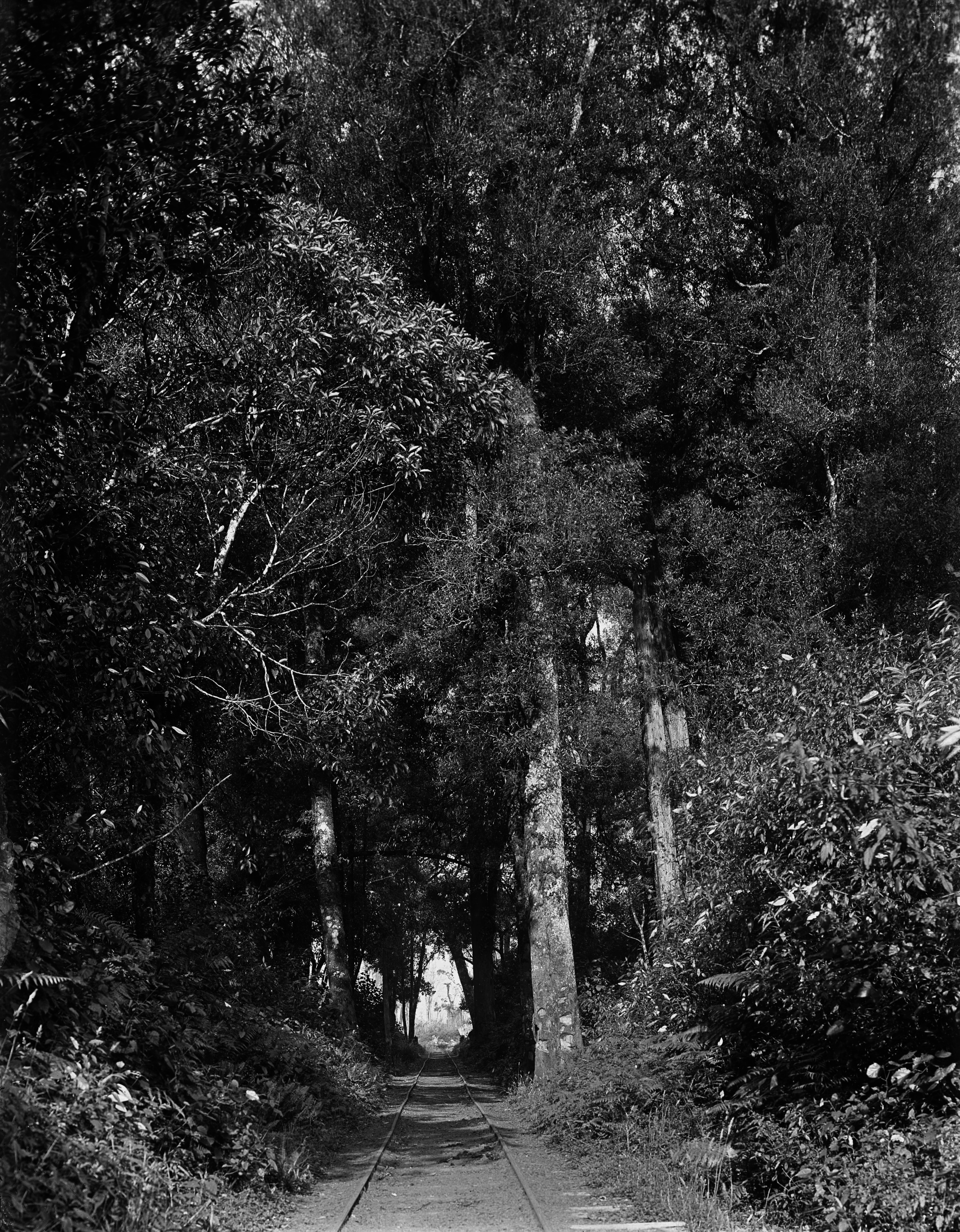
Waldeisenbahngleis im Busch auf dem Grundstück der Mountain Rimu Timber Company
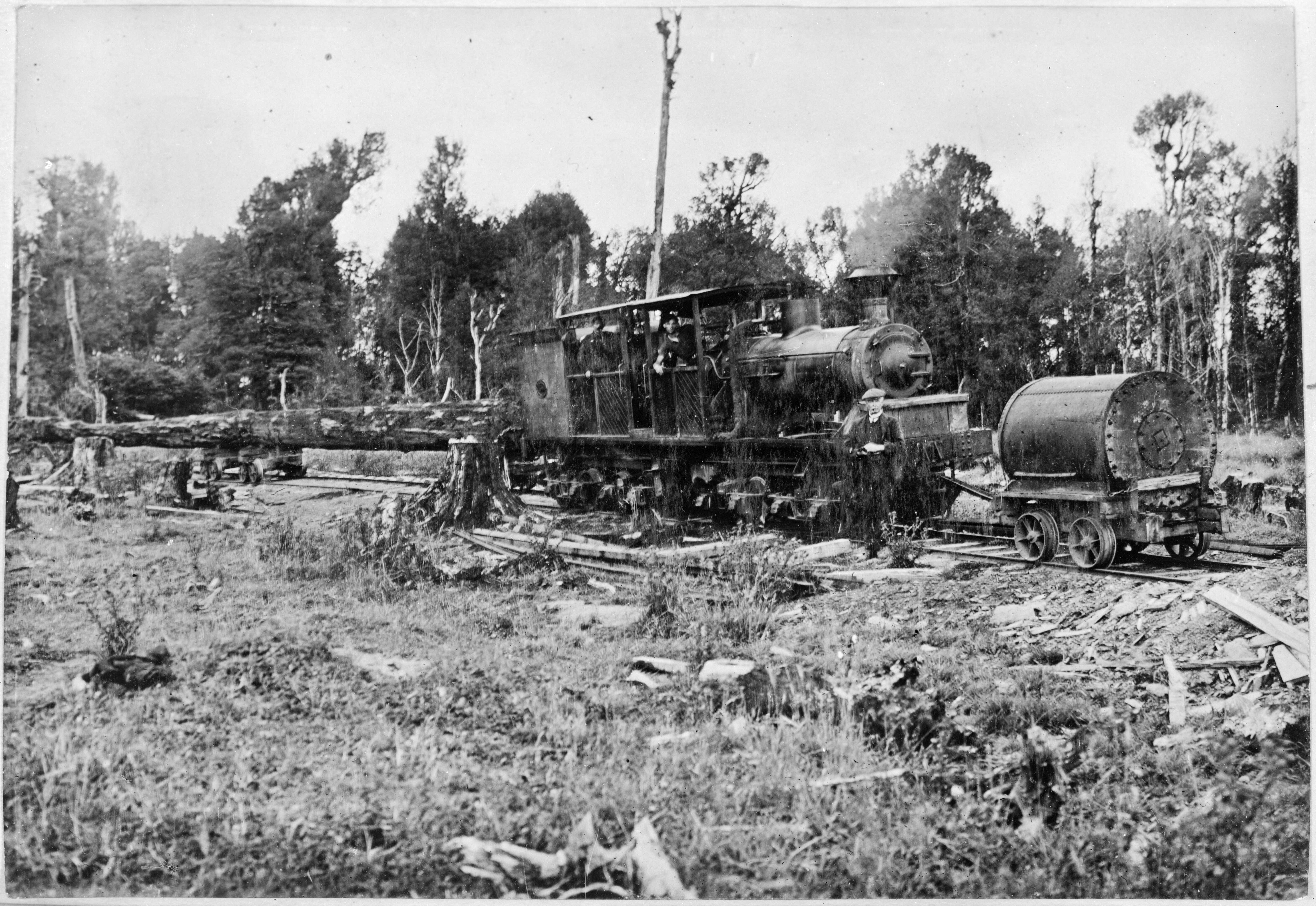
Achtachsige Price-Dampflok
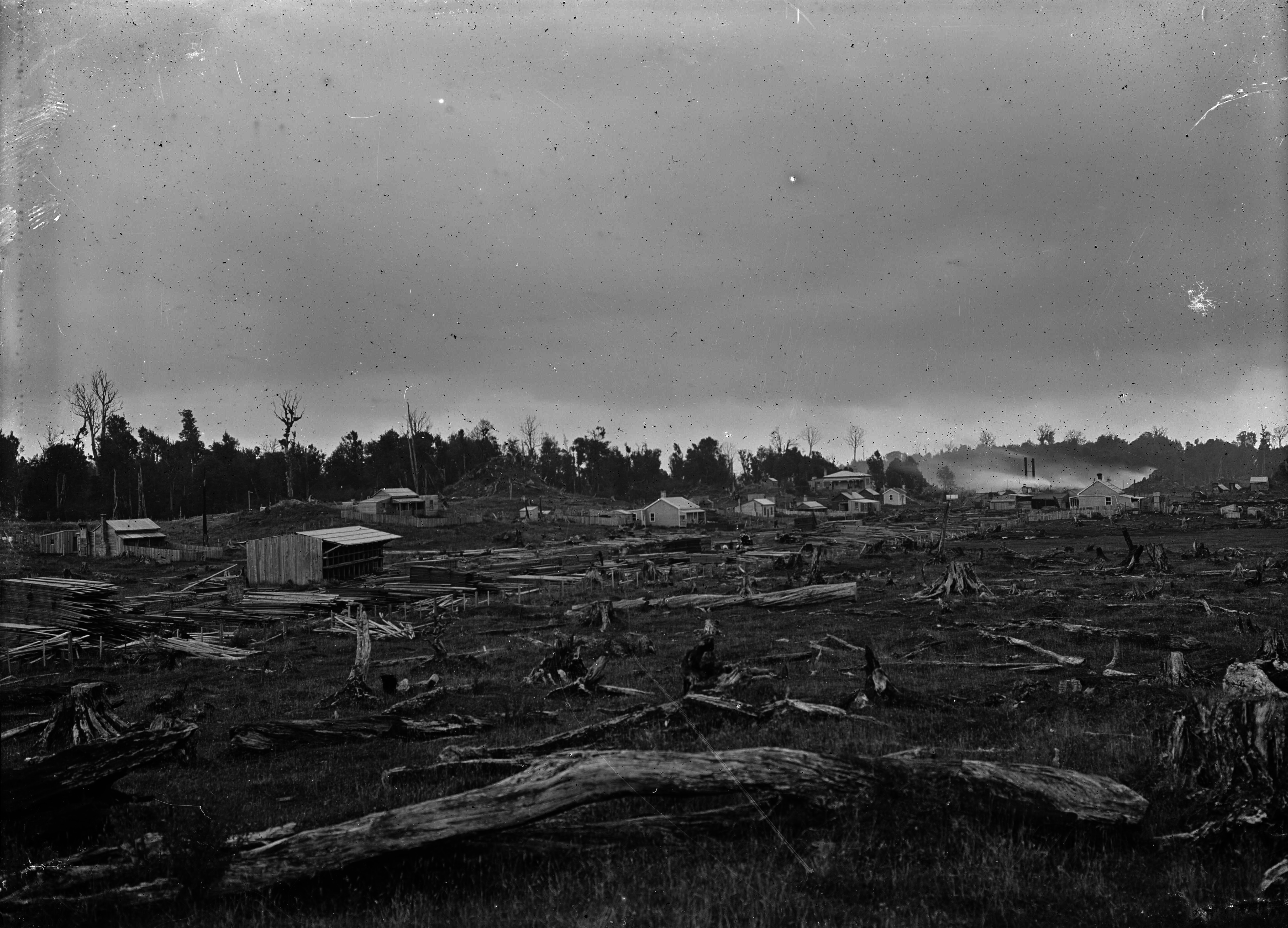
Sägewerkssiedlung Mamaku, Blick auf das Sägewerk der Mountain Rimu Timber Company
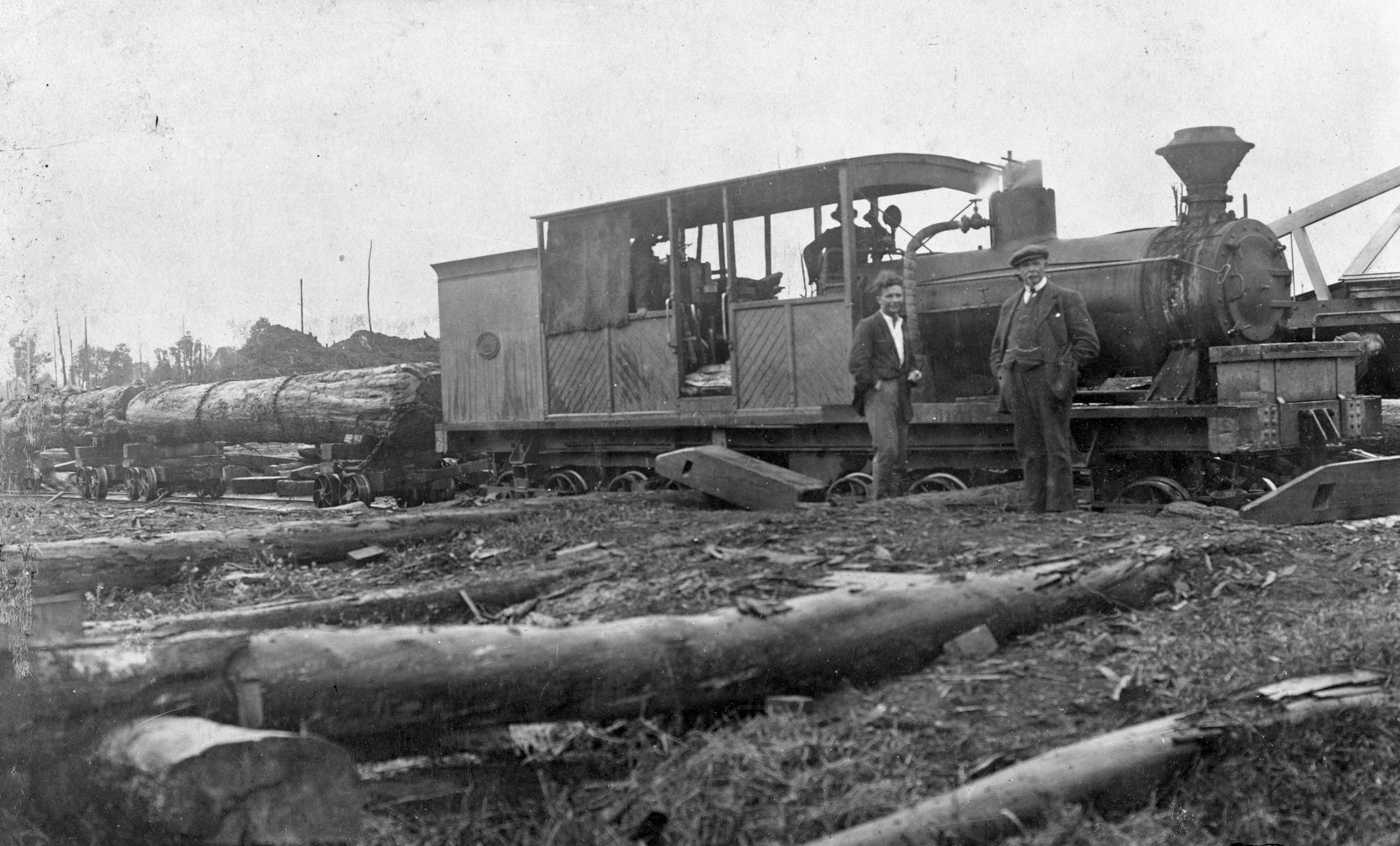
Johnston Loco genannte achtachsige Price-Dampflok mit Langholz